# Saint-Fromond
Saint-Fromond – miejscowość i gmina we Francji, w regionie Normandia, w departamencie Manche. W 2013 roku populacja gminy wynosiła 785 mieszkańców. Przez miejscowość przepływa rzeka Vire. 